# Jozef De Graeve
Pour les articles homonymes, voir De Graeve.
Jozef De Graeve, né le 11 juillet 1891 à Gand et mort à Gand le 8 août 1934, est un homme politique belge flamand socialiste. 

## Biographie
De Graeve est l'auteur de quelques romans, pièces de théâtre, contes, poèmes dans lesquels il décrit la vie des ouvriers gantois. Il grandit dans une famille ouvrière ; son père fut tisserand et allumeur de réverbères. Il fréquente l'école primaire jusqu'en neuvième année. Il débute comme ouvrier d'usine. 
En 1910, il devient employé de bureau dans l'imprimerie Volksdrukkerij. En 1912, il commence comme rédacteur dans la coopérative Het Licht, où il succède à Désiré Bouchery. Pendant la Première Guerre mondiale, il est rédacteur/journaliste au Zondagsblad, encart du Vooruit.
Après la guerre, sa carrière s’accélère dans les « jeunesses socialistes » et le parti ouvrier belge. En 1925, il est élu conseiller provincial de la province de Flandre-Orientale, en 1927 conseiller communale de Gand et en 1932, sénateur de l'arrondissement de Gand-Eeklo jusqu'à sa mort.

## Sources
- Notice sur Literair Gent